# Stenohya martensi
Espèce
Synonymes
- Levigatocreagris martensi Schawaller, 1987

Stenohya martensi est une espèce de pseudoscorpions de la famille des Neobisiidae.

## Distribution
Cette espèce est endémique du Népal. Elle se rencontre vers Gorkha.

## Systématique et taxinomie
Cette espèce a été décrite sous le protonyme Levigatocreagris martensi par Schawaller en 1987. Elle est placée dans le genre Stenohya par Harvey en 1991.

## Étymologie
Cette espèce est nommée en l'honneur de Jochen Martens.

## Publication originale
- Schawaller, 1987 : Neue Pseudoskorpion-Funde aus dem Nepal-Himalaya, 2 (Arachnida: Pseudoscorpiones). Senckenbergiana Biologica, vol. 68, no 1/3, p. 199-221.